# Klausewitzia ritae
Klausewitzia ritae är en fiskart som beskrevs av Géry, 1965. Klausewitzia ritae ingår i släktet Klausewitzia och familjen Crenuchidae. Inga underarter finns listade i Catalogue of Life.